# 콜비 도날드슨
콜비 도날드슨(Colby Donaldson, 1974년 4월 1일 ~ )은 미국의 배우, 영화배우이다.

## 방송
- 조이 1

## 영화
- 탑 샷 (2010년) - 진행자 역
- 더티 러브 (2005년)
- 나이트 플라이트 (2005년)
- 조이 (2004년)
- 서바이버 (2000년) - 본인 역